# Ksar Tabenaâtout
Ksar Tabenaâtout (en arabe : قصر تابنعاطوط) est un village fortifié dans la province de Midelt, région de Draa-Tafilalet au Maroc .